# Chirivel
Chirivel este o municipalitate și un oraș din provincia Almería, Andaluzia, Spania, cu o populație de 1.782 locuitori.